# BCV: Battle Construction Vehicles
BCV: Battle Construction Vehicles, conocido en Japón como Kensetsu Juuki Kenka Batoru: Buchigire Kongou!! (建設重機喧嘩バトル ぶちギレ金剛!!?), es un juego de lucha no tradicional para la consola PlayStation 2 , donde el jugador lucha en diversos vehículos de construcción, como excavadoras y bulldozers.
El juego fue lanzado únicamente en Europa y Japón. Fue también uno de los primeros títulos de la Playstation 2 en ser lanzado en formato DVD-ROM, en lugar de CD-ROM como la mayoría de los primeros títulos de PS2.
La historia de este juego gira en torno al jugador que resuelve contratos de obras de construcción a través de combates vehiculares con varias empresas rivales en el transcurso de 16 niveles. El jugador usa vehículos que se encuentran comúnmente en sitios de construcción como excavadoras y niveladoras. Se pueden desbloquear personajes adicionales jugando la historia. 
En particular, el lanzamiento europeo le da a los personajes mayor notoriedad a los acentos ingleses.